# Trou du Fond de la Souche
Le Trou du Fond de la Souche est un gouffre situé sur la commune d'Harmonville. C'est la 2e plus grande cavité du département des Vosges pour ce qui est du développement connu.
Ce gouffre est l'un des très rares accès à l'Aroffe souterraine.

## Historique
Identifié comme un exutoire de crue de l'Aroffe souterraine, le Trou du Fond de la Souche apparaissait comme une micro-doline d'où l'eau émergeait sous forme d'un petit geyser lors des crues de l'Aroffe.
Bien que François Godon du Groupe spéléologique du toulois (G.S.T.) a tenté de pénétrer dans le réseau en 1961, il n'y est pas parvenu, butant sur une diaclase étroite à 1 m de profondeur.
Redécouverte lors d'une prospection le 21 février 1971 par Éliane Prévot, épouse de Daniel Prévot, tous deux membres du Cercle lorrain de recherches spéléologiques (C.L.R.S.). Celle-ci observe alors une petite doline dont le fond est tapissé de galets et de graviers. Après plusieurs séances de désobstruction, y compris à l'explosif, par les membres du C.L.R.S. (notamment Christian Barbier, Daniel Prévot, Philippe Vallet et Guy Vaucel), ceux-ci débouchent le 5 juillet à −20 m sur un méandre parcouru par un cours d'eau. Le 12 juillet le méandre est franchi et les spéléologues atteignent le collecteur qu'ils explorent vers l'aval sur environ 800 m jusqu'au siphon aval (le Siphon 71) alors qu'ils sont arrêtés en amont par un système dichotomique d'étroitures impénétrables. En octobre 1971, le plan du puits d'entrée et du méandre est établi.
Sous l'influence de Philippe Vallet le C.L.R.S. décide de terminer les travaux de topographie en 1979. Le franchissement du passage dichotomique permet d'explorer 750 m de galerie jusqu'à un nouveau siphon (le Siphon 79) et de découvrir un nouvel affluent, la rivière du Faro. Le C.L.R.S. poursuit les travaux et les explorations jusqu'en 1982 ; dans le Faro 1 000 m sont explorés mais seulement 300 seront topographiés.
À la suite d'une conférence à Harmonville en 1989, le C.L.R.S. obtient l'autorisation de reprendre les travaux. L'entrée est sécurisée par la pose d'une buse et plusieurs séances d'explorations et levés topographiques permettent d'explorer 300 m dans le siphon 79, extrêmement bas durant l'été 89. Dans l'amont du Faro la progression reste difficile et seuls 300 des 1 000 m sont topographiés. Plusieurs petits affluents sont repérés.
Le siphon aval est plongé en octobre 1971 par Alain Moritz sur 50 m. En septembre-octobre 1992 Jean-Marc Lebel (1961-2001), aidé de Laurent Osvald et Stéphane Guignard, tous membres de l'USAN, reprend son exploration et porte le développement total du siphon à 280 m (profondeur : −8 m).

## Description
L'entrée est une diaclase étroite d'une hauteur de 1,5 m qui donne sur deux puits successifs qui mènent, à 20 m de profondeur, à une chatière.
Après quelques mètres, la chatière donne sur un méandre (largeur : 50 à 60 cm ; hauteur : 1,5 m) parcouru par un ruisseau ; c'est l'affluent du Claco. Au bout d'environ 120 m la galerie s'abaisse pour former un laminoir d'une quarantaine de mètres. S'ensuit un boyau noyé, qui peut être shunté par un passage supérieur, d'une vingtaine de mètres qui se transforme à nouveau en laminoir débouchant sur le collecteur appelé la grande galerie.
La grande galerie mesure environ 1 750 m pour une largeur variant de 2 à 6 m. Vers l'aval c'est une galerie de belle dimension qui se termine sur le Siphon 71, exploré sur 280 m. Vers l'amont c'est une galerie relativement basse avec des passages d'étroitures (passage dichotomique) jusqu'à la diffluence où le réseau est rejoint par un nouvel affluent, la rivière du Faro.
Le Faro alimente la grande galerie suivant deux directions opposées vers le Siphon 71 et vers le Siphon 79. Le Faro a été exploré sur plus de 1 000 m ; il s'agit d'une diaclase pouvant atteindre 5 m de haut, alimentée par plusieurs petits affluents.
La grande galerie est régulièrement entrecoupée de cheminées qui peuvent atteindre une quinzaine de mètres.
Les travaux réalisés dans les années 80 soulèvent plusieurs questions et problèmes :
- le Fond de la Souche semble être un affluent important de l'Aroffe souterraine, mais pas directement la rivière ;
- des galets de calcaire d'origine inconnue sont présents, notamment à la diffluence ;
- le siphon 79 a un niveau extrêmement variable contrairement au siphon 71 ;
- un phénomène de capture ou d'érosion régressive a dû avoir lieu entre le Fond de la Souche (le Claco) et le Faro.

Depuis 2021 l'Union spéléologique de l'agglomération nancéienne travaille en partenariat avec UniLaSalle Beauvais à apporter des réponses à ces questions en cherchant le cours souterrain par des méthodes de tomographie électrique au niveau du Fond de la Souche.

## Faune
La rivière souterraine contient une faune stygobie importante composée de crustacés isopodes Caecosphaeroma et de crustacés amphipodes Niphargus. Ont été aussi prélevés des collemboles, des coléoptères et des diptères.

## Classement spéléologique
L'ensemble de la cavité est de classe 3. Des conditions exceptionnelles de pluviométrie peuvent conduire à un ennoiement complet du réseau.